# ジー・プラン
ジー・プラン株式会社は東京都品川区に本社を置き、インターネット上でのポイント交換サービス「Gポイント」を運営する日本の企業である。
ビッグローブの連結子会社。三井住友カード株式会社も資本参加している。

## 概要
インターネットでのポイント事業（ポイント交換、ポイントプラットフォーム）やメディア事業（Gポイント、ライフメディア）の運営を行う。

## 沿革
- 2001年2月 - 株式会社博報堂、住友商事株式会社、三井住友カード株式会社の合弁事業として東京都千代田区神田錦町にジー・プラン株式会社を設立（資本金80百万円）
- 2001年4月 - ポイント交換市場運営のため「Gポイント・コンソーシアム」を設立
- 2001年8月 - ポイント交換サービスの「Gポイント」開始
- 2002年3月 - メール配信・広告サービスの「G.News」開始
- 2002年5月 - アフィリエイトサービスの「Gゲット」開始
- 2003年3月 - ポイント交換パートナー企業100社達成
- 2005年3月 - ポイントによる決済サービス「Gポイント決済」開始
- 2005年4月 - 「プライバシーマーク」取得
- 2005年12月 - 本社を東京都千代田区神田小川町に移転
- 2007年2月 - ポイント交換会員数150万人達成
- 2007年6月 - シリアルナンバー型ポイント「Gナンバー」開始
- 2007年9月 - 「スルガ銀行 ネットバンク支店Gポイントクラブ」開設
- 2008年12月 - 「Gポイント書店」開始
- 2009年3月 - ポイント付き検索機能や簡単アクセス機能が搭載された「Gポイントツールバー」開始
- 2009年6月 - 国内・海外の旅行総合比較コンテンツ「G-Pointトラベル」開始
- 2009年10月 - 「Gポイントクエスト」開始（2011年6月終了）
- 2010年8月 - FX比較、クレジット比較サービス開始
- 2010年9月 - 商品比較サービス開始、アプリ共通プラットフォーム「aima」提供開始
- 2010年12月 - 激安クーポン比較サービス開始
- 2011年3月 - NECビッグローブ株式会社(現：ビッグローブ株式会社)による発行済み株式取得に伴い、同社子会社となる[2]

## ジー・プラン株式会社のサービス特徴
ジー・プラン株式会社は、Gポイントという、企業が発行したポイントを他のポイントに交換できるインターネット上のサービスサイトを運営。ポイント交換単位・レートはパートナー企業によって異なるが、Gポイントは等価交換できるサービスが多いのが特徴。現在170社ほどの企業がポイント交換提携しており、400万人を超える会員が利用している（2020年現在）。利用者は会員登録(無料)を行い、インターネット上のGポイント口座を開設してポイントを管理する。単位はG（ジー）で、1Gポイント＝1円相当換算。サービス利用は無料。ポイント有効期限は、最後にGポイントを交換、取得もしくは利用した日より12ヶ月となっている。

## ビッグローブ株式会社との共同運営サイト
- オクルヨ
- お湯たび
- わたしと、暮らし。
- キテミヨ
- ベストオイシー
- モノスポ
- 野に行く。
- カウナラ